# Васильев, Андрей Николаевич (физик)
Андрей Николаевич Васильев — российский учёный в области квантовой электроники, доктор физико-математических наук, профессор МГУ.
Родился 16 ноября 1952 г. в Москве. Окончил физический факультет Московского университета (1975) и его аспирантуру, в 1978 г. защитил кандидатскую диссертацию.
С 1 апреля 1978 по 31 декабря 2008 года работал на кафедре оптики, спектроскопии и физики наносистем Отделения экспериментальной и теоретической физики Физического факультета МГУ: ассистент, старший преподаватель, доцент, с 1997 г. профессор.
С 15 ноября 2007 г. заведующий отделом физических проблем квантовой электроники НИИ ядерной физики имени Д. В. Скобельцына МГУ.
Доктор физико-математических наук (1996).
Кандидатская диссертация: «Аномальный скин-эффект в неоднородной плазме в магнитном поле». Докторская диссертация: «Релаксация электронных возбуждений, создаваемых ВУФ и рентгеновскими фотонами в широкозонных диэлектриках».
Научные интересы: физика твердого тела, взаимодействие излучения с веществом, кинетика релаксации электронных возбуждений.
Автор 5 книг, более 200 статей, и более 70 докладов на конференциях.
2000 год — Премия имени М. В. Ломоносова за научные работы (Васильев А. Н., Михайлин В. В., Каменских И. А.).